# Deutschkreutzer Straße
Die Deutschkreutzer Straße B62 ist eine Landesstraße B im Burgenland und ehemalige Bundesstraße. Sie hat eine Länge von 19,6 km und führt am Südrand des Ödenburger Gebirges von der Burgenland Schnellstraße (S 31) zur Staatsgrenze mit Ungarn bei Deutschkreutz und stellt damit eine wichtige Verbindung in Richtung Sopron und Győr dar. Die Straße verläuft dabei parallel zur Burgenlandbahn.
Der Abschnitt zwischen der S31-Anschlussstelle Weppersdorf/St. Martin und Lackendorf steht im Rang einer Autostraße.

## Geschichte
Die Lackenbacher Straße von Weppersdorf über Lackenbach nach Horitschon wurde durch das burgenländische Landesgesetz vom 9. Februar 1927 zur Landesstraße erklärt. Dort mündete sie in die Günser Straße, die als ehemalige Reichsstraße seit 1923 zum Netz der österreichischen Bundesstraßen gehört. Die angrenzende Deutschkreutzer Straße von Horitschon bis Deutschkreutz wurde durch eine Verordnung der burgenländischen Landesregierung vom 20. August 1928 zur Bezirksstraße erklärt.
Die Deutschkreutzer Straße gehörte ab dem 1. Jänner 1972 zum Netz der Bundesstraßen in Österreich. 2002 erfolgte die Übertragung in die Landesverwaltung.